# 클레어몬트 칼리지
클레어몬트 칼리지(영어: Claremont Colleges)는 미국 캘리포니아주 로스앤젤레스군 클레어몬트에 있는 고등교육 기관 일곱 곳의 연합체다. 다섯 곳의 학부 중심 대학(포모나 칼리지, 스크립스 칼리지, 클레어몬트 맥케나 칼리지, 하비 머드 칼리지, 피처 칼리지)과 두 곳의 대학원(클레어몬트 대학원, 켁 대학원)으로 이루어져 있다. 대학원을 제외한 나머지 기관들은 약 2.6 km2에 이르는 교정에 모여 있다.
클레어몬트 칼리지는 옥스퍼드 대학교와 케임브리지 대학교를 본딴 연합 대학 체제를 제안했던 포모나 칼리지의 총장 제임스 A. 블레이스델이 1925년에 세웠다. 블레이스델은 작은 대학의 특징인 전문성 및 유연성, 학생 개개인을 향한 관심을 큰 대학의 자원과 결합하고자 했다. 2019년을 기준으로 클레어몬트 칼리지에는 학생 약 8,500명과 교원 3,270명이 있다. 소속 대학들은 중앙 도서관을 포함한 다양한 시설과 자원을 공유하지만 독자성 또한 유지한다.

## 역사
포모나 칼리지는 클레어몬트 칼리지가 세워지기 전인 1887년에 회중 교회 신자들이 미국 서부에 뉴잉글랜드의 소형 대학과 같은 교육 기관을 세울 목표로 포모나에 세웠고, 이후 클레어몬트의 미완성 호텔을 인수하고 자리를 옮겼으며 1910년에 제임스 A. 블레이스델이 총장으로 올랐다. 1923년에 포모나 칼리지는 위기를 맞았는데, 학생 수가 늘어나면서 학교의 규모를 키우거나 또는 확대의 폭을 제한해야 했다. 블레이스델은 옥스퍼드 대학교와 케임브리지 대학교의 제도를 본딴 대학 연합체를 제안했다.
1925년 클레어몬트 대학원이 설립되면서 클레어몬트 칼리지가 세워졌다. 1926년에 엘런 브라우닝 스크립스가 세운 스크립스 칼리지가 새로 가입했다. 1946년에 클레어몬트 맥케나 칼리지가 새로 가입했고, 1955년에 하비 머드 칼리지, 1963년에 피처 칼리지가 가입했다. 1997년에 마지막으로 켁 대학원이 가입했다. 2000년 7월 1일에 클레어몬트 칼리지에 속한 기관들의 교육 사무를 돕기 위한 클레어몬트 칼리지 서비스가 세워졌다.

## 소속 기관

클레어몬트 칼리지 소속 기관들의 위치

### 리버럴 아츠 칼리지
클레어몬트 칼리지에는 다음 다섯 곳의 대학(5Cs)이 있다.
- 포모나 칼리지: 1887년에 세워진 리버럴 아츠 칼리지로 클레어몬트 칼리지의 창립 회원이다. 인문학과 자연과학, 사회과학 전공이 있다.
- 스크립스 칼리지: 1926년에 세워진 리버럴 아츠 칼리지로 여자대학이다.
- 클레어몬트 맥케나 칼리지: 1946년에 세워진 리버럴 아츠 칼리지로 경제학과 정치학, 국제관계론, 정책학을 특성화한 전공을 제공한다.
- 하비 머드 칼리지: 1955년에 세워진 리버럴 아츠 칼리지로 공학과 수학, 컴퓨터 과학, 물상 과학, 생물학을 특성화한 전공을 제공한다.
- 피처 칼리지: 1963년에 세워진 리버럴 아츠 칼리지로 사회적 책임과 문화간 이해, 학제간 연구, 학생들의 참여, 환경의 지속 가능성을 강조한다.

### 대학원
클레어몬트 칼리지에는 다음 두 곳의 대학원이 있다.
- 클레어몬트 대학원: 1925년에 세워진 대학원으로 예술학과 인문학, 사회과학, 행동과학, 조직학, 경영학, 심리학, 교육학, 수리과학, 정보 시스템 및 정보기술, 보건학, 식물학 분야에서 석사 및 박사 학위를 수여한다.
- 켁 대학원 (KGI, Keck Graduate Institute): 1997년에 세워진 의학 대학원으로 생명공학기술 분야에서 석사 및 박사 학위를 수여하며, 클레어몬트 대학원과 공동으로 계산생물학 박사 과정을 운영한다. Henry E. Riggs 응용생명과학 대학, 약학 및 건강과학 대학, 의학 대학 총 3개의 대학으로 구성되어 있다. 2012년부터 미네르바 스쿨 at KGI를 운영 중이다.

클레어몬트 링컨 대학교와 클레어몬트 신학교는 클레어몬트 칼리지와 제휴하고 있으나 소속 기관은 아니다.

## 공유 시설
각 기관들은 독립성을 가지고 운영을 하면서 중앙 도서관과 보안 시설, 의료 시설, 상담 시설, 성폭력 상담소, 서점, 식당, 운동 시설 등을 공유한다. 클레어몬트 칼리지스 도서관은 포모나 칼리지의 하널드 머드 도서관과 실리 머드 과학 도서관, 하비 머드 칼리지의 노먼 스프라그 기념 도서관, 스크립스 칼리지의 엘라 스트롱 데니선 도서관 등 3개 대학의 4개 도서관을 합쳐 하나로 운영하고 있다. 도서관의 규모는 총 보유서적은 250만여 권에 달하며, 캘리포니아주에 있는 사립 대학 도서관 가운데 스탠퍼드 대학교와 서던캘리포니아 대학교에 이어 세 번째로 크다.
공동 학문 시설로는 여성학 연구소와 치카노학부, 아시아계 미국인학부, 흑인학부, 종교학부, 미디어학부, 연극학부 등이 있다.
많은 동아리들은 학생들을 소속 대학과 관계 없이 받아들이며, 학생 신문인 《스튜던트 라이프》(The Student Life)는 다섯 곳의 대학에서 모두 발행된다.